# Logabax Persona 1600
Logabax PERSONA 1600 (PERSONA 1600) је професионални рачунар фирме Logabax који је почео да се производи у Француској током 1983. године.
Користио је Intel 8086 микропроцесорску јединицу а RAM меморија рачунара је имала капацитет од 128 KB (до 640 KB). 
Као оперативни систем кориштен је MS DOS 2.1, Concurrent CP/M 86, UCSD-P.

## Детаљни подаци
Детаљнији подаци о рачунару  1600 су дати у табели испод.
|                       | |
| 1600                  | |
| Произвођач            | |
| Тип                   | професионални рачунар                                                                                 |
| Меморија              | 128 (до 640 )                                                                                         |
| Поријекло             | Француска                                                                                             |
| Година                | 1983                                                                                                  |
| Тастатура             | одвојена тастатура са пуним помаком тастера, 102 тастера, нумеричка тастатура, 18 функцијских тастера |
| Процесор              | 8086                                                                                                  |
| Фреквенција процесора | 8 |
| RAM                   | 128 (до 640 )                                                                                         |
| ROM                   | 16 |
| Текст                 | 40 / 80 стубова x 25 линија                                                                           |
| Графика               | 320 x 200 (4 боје) / 640 x 200 (монохроматски) / 640 x 400 (монохроматски)                            |
| Боја                  | 16 |
| Звук                  | тонски генератор                                                                                      |
| Димензије             | 38 (ширина) x 37 (дубина) x 16 (висина)                                                               |
| Портови               | |
| Оперативни систем     | |